# 刘佳 (主持人)
刘佳，中国女播音员，中国中央电视台《新闻联播》第一批主播之一。现任中国中央电视台播音指导。